# Calle 23 (línea de la Séptima Avenida–Broadway)
La Calle 22 es una estación en la línea de la Séptima Avenida-Broadway del Metro de Nueva York de la A del Interborough Rapid Transit Company. La estación se encuentra localizada en Chelsea, Manhattan entre la Calle 23 y la Séptima Avenida. La estación es utilizada las 24 horas por los trenes del servicio  y durante las madrugadas por el servicio .